# Moe Game Award
Moe Game Award (яп. 萌えゲーアワード Моэгэ: Ава:до) — японская награда, ежегодно присуждаемая выдающимся видеоиграм, оценённым Организацией по этике компьютерного программного обеспечения. Данное мероприятие проводится с 2006 года, первоначально называясь Bishōjo Game Award и именуя себя «Оскаром в индустрии видеоигр для взрослых». Эта награда является формой вознаграждения за игры, в которых взаимодействие с бисёдзё-персонажами эффективно влияет на эмоции игроков, вызывая чувство моэ.

## Выбор лауреатов
Жюри, состоящее из представителей отраслевых журналов и прочих экспертов, выбирает победителей из 40 номинированных игр любых возрастных категорий за которые было отдано наибольшее количество голосов в онлайн-голосовании. Премия Moe Game Awards присуждается в дюжине категорий, среди которых: сценарий, игровой дизайн и дизайн персонажей. Существуют также тематические (например, чистая любовь, эротика и тайна) и технические категории (например, фан-диски, игры с низкой ценой и лучшие разработчики-дебютанты).
Цель данных наград — поддержать развитие индустрии компьютерных игр, а также познакомить игроков со многими выдающимися произведениями, поэтому жюри стремится сохранить разнообразие при выборе победителей. Лучшие работы, получившие признание во многих областях, получают главный приз (ранее было деление на золотой, серебряный и бронзовый призы). Игра, набравшая наибольшее количество голосов от пользователей Интернета, получает приз зрительских симпатий. Жюри также может присудить специальный приз работам, которые не были номинированы в голосовании.

## Номинирование

### Доступ
К участию допускаются игры, подходящие под следующие критерии:
- Работа должна принадлежать к жанру бисёдзё-видеоигр.
- Работа должна быть выпущена в охватываемый период:
  - номинация 2012 года и ранее: игра должна быть выпущена в период с 1 сентября предшествующего мероприятию года по конец августа года проведения мероприятия.
  - номинация 2013 года: игра должна быть выпущена в период с 1 сентября предшествующего мероприятию года по конец декабря года проведения мероприятия.
  - номинация 2014 года и позднее: игра должна быть выпущена в период с января по конец декабря года проведения мероприятия.
- Работа должна пройти проверку Организацией по этике компьютерного программного обеспечения.
- Разработчик подал заявку на участие своей работы в мероприятии.

С 2007 года в голосовании также могут участвовать игры для DVDPG.

### Выбор победителей
С 2021 года выбор как победителей Главного приза, так и каждой из категорий оставлен на пользовательское голосование. В номинациях за предыдущие года в рамках первичного отбора для каждой категории выбирались четыре номинированных произведения, причём три из них выбирались из лучших трёх работ по результатам заранее проведённого пользовательского голосования на официальном сайте, а оставшаяся выбралась жюри после того, как все члены жюри опробуют работы из топ-10 результатов пользовательского голосования. Конечный выбор для каждой категории обсуждался комитетом жюри на основании голосов членов жюри. В дальнейшем победители Главного приза и каждой из категорий выбирались жюри из номинированных произведений с учетом как результатов пользовательского голосования, так и других факторов.

## Победители Главного приза

### Bishōjo Game Award
| Год  | Игра                         | Разработчик  |
| ---- | ---------------------------- | ------------ |
| 2006 | Kono Aozora ni Yakusoku o    | Giga         |
| 2007 | Haruka ni Aogi, Uruwashi Non | Pulltop      |
| 2008 | G-senjou no Maou             | Akabei Soft2 |

### Moe Game Award
| Год  | Награда   | Игра                                                                | Разработчик  |
| ---- | --------- | ------------------------------------------------------------------- | ------------ |
| 2009 | Золото    | Shin Koihime Musou: Otome Ryōran Sangokushi Engi                    | BaseSon      |
| 2009 | Серебро   | Maji de Watashi ni Koi Shinasai!                                    | MinatoSoft   |
| 2009 | Бронза    | Twinkle Crusaders                                                   | Lillian      |
| 2010 | Золото    | Tasogare no Sinsemilla                                              | Applique     |
| 2010 | Серебро   | Ikusa Megami Verita                                                 | Eushully     |
| 2010 | Бронза    | Subarashiki Hibi ~Furenzoku Sonzai~                                 | KeroQ        |
| 2011 | Золото    | The Fruit of Grisaia                                                | Frontwing    |
| 2011 | Серебро   | Kami-dori Alchemy Meister                                           | Eushully     |
| 2011 | Серебро   | Kamikaze Explorer!                                                  | Clochette    |
| 2012 | Золото    | If My Heart Had Wings                                               | Pulltop      |
| 2012 | Серебро   | The Labyrinth of Grisaia                                            | Frontwing    |
| 2012 | Серебро   | Maji de watashi ni koi shinasai! S                                  | MinatoSoft   |
| 2013 | Золото    | Tsuki ni Yorisou Otome no Sahou                                     | Navel        |
| 2013 | Золото II | The Eden of Grisaia                                                 | Frontwing    |
| 2013 | Золото II | Prism Recollection!                                                 | Clochette    |
| 2014 | Золото    | Aokana: Four Rhythm Across the Blue                                 | Sprite       |
| 2014 | Золото II | Ano Harewataru Sora Yori Takaku                                     | ChuableSoft  |
| 2014 | Золото II | Nanairo Reincarnation                                               | Silky’s Plus |
| 2015 | Золото    | Sakura no Uta                                                       | Makura       |
| 2015 | Золото II | Miagete Goran, Yozora no Hoshi o                                    | Pulltop      |
| 2015 | Золото II | Hanasaki Work Spring!                                               | Saga Planets |
| 2016 | Золото    | Wagamama High Spec                                                  | Madosoft     |
| 2016 | Золото II | Maitetsu                                                            | Lose         |
| 2016 | Золото II | Sengoku Koihime X: Otome Kenran Sengoku Emaki                       | BaseSon      |
| 2016 | Золото II | Senren * Banka                                                      | Yuzusoft     |
| 2017 | Золото    | Nora, Princess, and Stray Cat 2                                     | Harukaze     |
| 2017 | Золото II | Kin’iro Loveriche                                                   | Saga Planets |
| 2017 | Золото II | Hikari no Umi no Apeiria                                            | Silky’s Plus |
| 2017 | Золото II | Making * Lovers                                                     | Smee         |
| 2018 | Золото    | Summer Pockets                                                      | Key          |
| 2018 | Золото II | Rance X: Kessen                                                     | AliceSoft    |
| 2018 | Золото II | Shin Koihime Musou – Kakumei: Son Go no Ketsumyaku                  | BaseSon      |
| 2018 | Золото II | Raspberry Cube                                                      | Madosoft     |
| 2019 | Золото    | Nukige Mitai na Shima ni Sunderu Watashi wa Dou Surya Ii Desu ka? 2 | Qruppo       |
| 2019 | Золото II | Tamayura Mirai                                                      | Azurite      |
| 2019 | Золото II | D.C.4: Da Capo 4                                                    | Circus       |
| 2019 | Золото II | Kimagure Temptation                                                 | Silky’s Plus |
| 2020 | Золото    | Maitetsu - Last Run!!                                               | Lose         |
| 2020 | Золото II | Hamidashi Creative                                                  | Madosoft     |
| 2020 | Золото II | Kakenuke★Seishun Sparking!                                          | Saga Planets |
| 2020 | Золото II | Dohna Dohna: Let's Do Bad Things Together                           | AliceSoft    |
| 2021 | Золото    | Sousaku Kanojo no Ren'ai Koushiki                                   | Aino+Links   |
| 2021 | Золото II | D.C.4 Plus Harmony                                                  | Circus       |
| 2021 | Золото II | Fuyukara, Kururu.                                                   | Silky’s Plus |
| 2021 | Золото II | Monkeys!¡                                                           | Harukaze     |